# Geranomyia manca
Geranomyia manca là một loài ruồi trong họ Limoniidae. Chúng phân bố ở miền Australasia.